# El anillo de Morgoth
El anillo de Morgoth es el séptimo volumen de la serie La historia de la Tierra Media, publicada por Christopher Tolkien y en la que analiza los manuscritos inéditos de su padre J. R. R. Tolkien. Recoge los cambios que sufrieron las historias que aparecen en la novela El Silmarillion tras la publicación de El Señor de los Anillos.

## Contenido
- Primera parte: «Ainulindalë»: contiene el desarrollo y la evolución de la historia sobre la Ainulindalë.
- Segunda parte: «Anales de Aman»: estos anales constituyen la siguiente versión de los «Anales de Valinor», presentados por Christopher Tolkien en El camino perdido y otros escritos, quinto volumen de la colección.
- Tercera parte: «El Quenta Silmarillion posterior»: se analiza aquí el desarrollo de las historias pertenecientes a la parte "valinoreana" de El Silmarillion, es decir aquellas que entran dentro de «Los anales de Aman».
- Cuarta parte: «Athrabeth Finrod ah Andreth»: es un relato corto que narra el supuesto diálogo que mantuvieron los personajes de Finrod, rey de Nargothrond, y Andreth, una sabia mujer del pueblo de los hombres, en la Primera Edad del Sol.
- Quinta parte: «La transformación de los mitos»: recoge varios escritos tardíos de J. R. R. Tolkien que hacen referencia a la interpretación de los elementos principales de su legendarium de acuerdo a los cambios que habían sufrido.